# Никола Миљенић
Никола Миљенић (хрв. Nikola Miljenić; Дубровник, 19. мај 1998) хрватски је пливач чија специјалност су спринтерске трке слободним и делфин стилом. Члан је пливачког клуба Медвешчак из Загреба.
Његов отац је познати хрватски правник, некадашњи дипломата и министар правосуђа Орсат Миљенић.

## Спортска каријера
Миљенић је дебитовао на међународној сцени као јуниор, прво на Европским играма у Бакуу, а потом и на светском првенству за јуниоре у Сингапуру. У Бакуу је Миљенић успео да се пласира у полуфинале трке на 50 слободно (16. место), док је као члан штафете 4×100 слободно заузео осмо место у финалу. Највећи успех у јуниорској каријери постигао је на европском јуниорском првенству у мађарском Ходмезевашархељу 2016. освојивши два четврта места у тркама на 50 слободно и 4×100 слободно.
У лето 2017. одлази на студије у Сједињене Државе где је добио пуну спортску стипендију за Универзитет Индијане, одакле се годину дана касније пребацио на Универзитет Јужне Калифорније у Лос Анђелесу. Током студија Миљенић је наступао за пливачке екипе оба факултета.
Прво сениорско такмичење на ком је наступио је било европско првенство у Глазгову 2018, а годину дана касније по први пут је наступио на неком од светских сениорских првенстава, у корејском Квангџуу 2019. године. У Квангџуу је Миљенић пливао у квалификацијама на 50 делфин где је заузео укупно 35. место, те у штафети 4×100 мешовито која је заузела 19. место.